# Andrzej Żabiński
Andrzej Żabiński (ur. 28 maja 1938 w Katowicach, zm. 17 marca 1988) – polski polityk, działacz partyjny, socjolog. Poseł na Sejm PRL IV, V, VI, VII i VIII kadencji.

## Życiorys
Był synem Edwarda i Jadwigi. W czerwcu 1956 wstąpił do Polskiej Zjednoczonej Partii Robotniczej. Ukończył studia w Wyższej Szkole Nauk Społecznych przy KC PZPR oraz na Uniwersytecie Warszawskim. Z zawodu był technikiem przemysłu drzewnego i socjologiem.
W 1960 był referentem, a następnie do 1963 instruktorem Wydziału Organizacyjnego Komitetu Wojewódzkiego PZPR w Katowicach. Członkiem tegoż KW był początkowo w latach 1965–1967. Od 1962 pełnił funkcje w organizacjach młodzieżowych. Był przewodniczącym zarządów wojewódzkich Związku Młodzieży Wiejskiej i Związku Młodzieży Socjalistycznej. Od 1967 do 1972 przewodniczył zarządowi głównemu ZMS. 
W latach 1965–1985 był posłem na Sejm PRL IV, V, VI, VII i VIII kadencji. Od kwietnia 1973 do lutego 1980 był I sekretarzem KW PZPR w Opolu i szefem tamtejszej Wojewódzkiej Rady Narodowej. Od września 1980 do stycznia 1982 był I sekretarzem KW PZPR w Katowicach. W latach 1982–1987 był radcą ministrem pełnomocnym ambasady PRL w Węgierskiej Republice Ludowej.
Od grudnia 1971 do lipca 1981 zasiadał w Komitecie Centralnym PZPR, od lutego 1980 do października 1980 będąc jego sekretarzem. Od 1972 do 1973 pełnił funkcję kierownika Wydziału Organizacyjnego KC. Ponadto od 24 sierpnia 1980 do 6 września 1980 był zastępcą członka Biura Politycznego KC PZPR, a następnie – do 19 lipca 1981 – członkiem BP KC PZPR. W 1982 i 1987 był pracownikiem politycznym KC.
Jego żoną była Lidia Żabińska (1939–2015).
Został pochowany z honorami państwowymi 21 marca 1988 na cmentarzu ewangelickim przy ul. Francuskiej w Katowicach (kwatera 7-I-10). W imieniu władz PRL w pogrzebie udział wzięli m.in. członek Biura Politycznego KC PZPR Zygmunt Murański, sekretarz KC Stanisław Ciosek, I sekretarz Komitetu Wojewódzkiego PZPR w Katowicach Manfred Gorywoda, I sekretarz Komitetu Warszawskiego PZPR Janusz Kubasiewicz oraz minister gospodarki przestrzennej i budownictwa Bogumił Ferensztajn, I sekretarz KW PZPR w Opolu Eugeniusz Mróz oraz przewodniczący Zarządu Głównego Związku Socjalistycznej Młodzieży Polskiej Jerzy Szmajdziński.

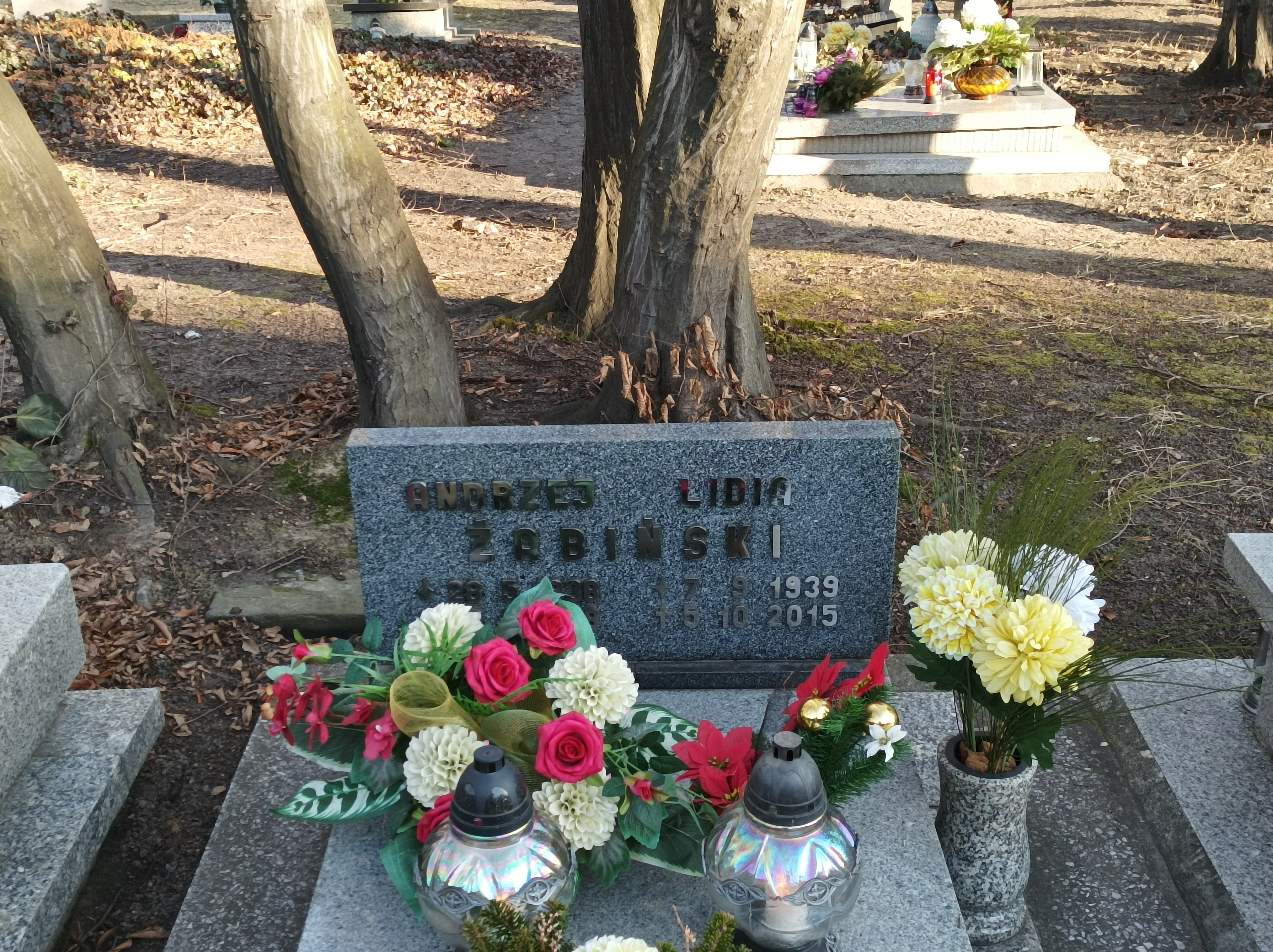
Grób Andrzeja Żabińskiego na cmentarzu ewangelickim przy ul. Francuskiej w Katowicach

## Odznaczenia[1]
- Order Sztandaru Pracy II klasy
- Krzyż Kawalerski Orderu Odrodzenia Polski
- Medal 30-lecia Polski Ludowej (1974)[5]
- Odznaka „Zasłużony Działacz Kultury Fizycznej” (1971)[6]
- Srebrny Medal „Za zasługi dla obronności kraju”
- Brązowy Medal „Za Zasługi dla Obronności Kraju”
- Odznaka 1000-lecia Państwa Polskiego (1966)[7]
- Złote Odznaczenie im. Janka Krasickiego
- Srebrne Odznaczenie im. Janka Krasickiego
- Złoty Znak Związku Ochotniczych Straży Pożarnych (1968)[8]
- Odznaka 20-lecia Zrzeszenia Studentów Polskich (1970)[9]
- Odznaka „Zasłużonemu w Rozwoju Województwa Katowickiego”
- Odznaka „Budowniczego Wrocławia” (1970)[10]
- Odznaka honorowa „Za zasługi w rozwoju województwa koszalińskiego” (1970)[11]
- Honorowy Medal 50-lecia Mongolskiej Rewolucji Ludowej (Mongolia, 1971)[12]